# Bittacus homburgerae
Bittacus homburgerae is een schorpioenvlieg uit de familie van de hangvliegen (Bittacidae). De wetenschappelijke naam van de soort is voor het eerst geldig gepubliceerd door Navás in 1933.
De soort komt voor in Guinea.